# Marsopes
Les marsopes són petits cetacis de la família Phocoenidae, i estan relacionats amb les balenes i els dofins. Són diferents dels dofins, tot i que la paraula «marsopa» s'ha utilitzat per a referir-se a qualsevol dofí petit, especialment pels mariners i els pescadors. La diferència visible més òbvia entre els dos grups és que les marsopes tenen dents espatulades i els dofins les tenen còniques. Es creu que les marsopes, junt amb balenes i dofins, són descendents de mamífers que vivien a terra ferma i van passar al medi aquàtic fa uns 50 milions d'anys.
Les marsopes, amb sis espècies conegudes, viuen en tots els oceans, sobretot a prop de les costes. Probablement la més coneguda és la marsopa comuna, que podem observar en els mars de l'hemisferi nord.

## Anatomia
Les marsopes tendeixen a ser més petites però són més robustes que els dofins. Tenen el cap petit i arrodonit, i les mandíbules més suaus en comptes del morro característic dels dofins. Tenen dents en forma d'espasa o espàtula, a diferència dels dofins que els tenen cònics. A més, l'aleta dorsal d'una marsopa és més triangular, mentre la de la major part dels dofins i balenes la tenen amb forma de falç. Aquests animals són els cetacis més petits, assolint longituds de cos fins a 2,5 metres; l'espècie més petita és Phocoena sinus, la vaquita de les costes de Califòrnia, que no passa de l'1,5 metres. En termes de pes, la més lleugera és la marsopa sense aleta– entre 30 i 45 kg–, i la més pesada és la marsopa de Dall, entre 130 i 200 kg.

## Comportament i cicle de vida

Animació de l'ecolocalització dels cetacis

Les marsopes són depredadors de peixos, de mol·luscs i crustacis. Tot i que són capaços de baixar fins a 200 metres, cacen generalment en aigües costaneres baixes. Es troben generalment en grups petits de menys de deu individus, tot i que de vegades certes espècies poden formar grups de centenars d'animals. Com totes les balenes dentades, són capaces de realitzar ecolocació per a trobar preses o comunicar-se amb el grup.
Les marsopes són nedadores ràpides; es considera que la marsopa de Dall és un dels cetacis més ràpids, amb una velocitat mitjana de 55 km/h (15 m/segon). Les marsopes tendeixen a fer menys acrobàcies i a ser més curoses que els dofins. S'ha observat que de vegades neden al revés; sembla que ho fan quan cerquen company.
Les marsopes tenen la característica de reproduir-se més ràpidament que els dofins. Les femelles de marsopa de Dall i la marsopa del Port poden tenir una cria per any, amb un embaràs que dura al voltant d'onze mesos. Es desconeix l'edat fins a la qual pot arribar a viure una marsopa.

## Impacte humà
En molts països, les marsopes són utilitzades com a aliment o esquer. A més, la caiguda accidental en xarxes de pesca és responsable de part del descens en la població de marsopes. Una de les espècies que corre més risc és la vaquita de Califòrnia, amb una distribució limitada al golf de Califòrnia, una àrea altament industrialitzada.
Les marsopes rarament sobreviuen al captiveri en parcs zoològics o oceanaris, perquè, generalment, no són capaces d'adaptar-se a la vida en piscines, ni poden ser ensinistrades amb tanta facilitat com els dofins.

## Sistemàtica
- Ordre Cetacea
  - Suborde Odontoceti
    - Família Phocoenidae
      - Gènere Neophocaena

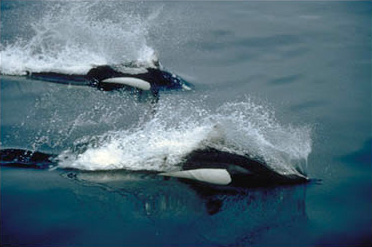
Marsopes de Dall

        - Marsopa sense aleta, Neophocaena phocaenoides[7]

      - Gènere Phocoena
        - Marsopa de Califòrnia, Phocoena sinus[8]
        - Marsopa comú, Phocoena phocoena[9]
        - Marsopa negra o espinosa Phocoena spinipinnis[10][11][12][13]
        - Marsopa d'ulleres Phocoena dioptrica[14][15][16]

      - Gènere Phocoenoides
        - Marsopa de Dall Phocoenoides dalli[17][18][19]